# Tomi Shimomura
Tomi Shimomura (下村 東美 Shimomura Tomi?, nacido el 18 de diciembre de 1980 en Hokkaido) es un exfutbolista japonés. Jugaba de centrocampista y su último club fue el Giravanz Kitakyushu de Japón.

## Trayectoria

### Clubes
| Club                | País  | Año         |
| ------------------- | ----- | ----------- |
| Cerezo Osaka        | Japón | 2003 - 2006 |
| JEF United Chiba    | Japón | 2007 - 2009 |
| Montedio Yamagata   | Japón | 2010 - 2011 |
| Shonan Bellmare     | Japón | 2012 - 2013 |
| Giravanz Kitakyushu | Japón | 2014        |

## Estadística de carrera

### J. League
| Club                | Año   | J. League | J. League | Copa J. League | Copa J. League | Total | Total |
| Club                | Año   | Part.     | Goles     | Part.          | Goles          | Part. | Goles |
| ------------------- | ----- | --------- | --------- | -------------- | -------------- | ----- | ----- |
| Cerezo Osaka        | 2003  | 0         | 0         | 0              | 0              | 0     | 0     |
| Cerezo Osaka        | 2004  | 24        | 1         | 5              | 1              | 29    | 2     |
| Cerezo Osaka        | 2005  | 26        | 1         | 7              | 0              | 33    | 1     |
| Cerezo Osaka        | 2006  | 23        | 1         | 7              | 0              | 30    | 1     |
| JEF United Chiba    | 2007  | 26        | 0         | 4              | 0              | 30    | 0     |
| JEF United Chiba    | 2008  | 33        | 0         | 8              | 0              | 41    | 0     |
| JEF United Chiba    | 2009  | 25        | 1         | 5              | 1              | 30    | 2     |
| Montedio Yamagata   | 2010  | 25        | 1         | 5              | 0              | 30    | 1     |
| Montedio Yamagata   | 2011  | 20        | 0         | 1              | 0              | 21    | 0     |
| Shonan Bellmare     | 2012  | 17        | 1         | -              | -              | 17    | 1     |
| Shonan Bellmare     | 2013  | 8         | 0         | 2              | 0              | 10    | 0     |
| Giravanz Kitakyushu | 2014  | 12        | 0         | -              | -              | 12    | 0     |
| Total               | Total | 239       | 6         | 44             | 2              | 283   | 8     |